# رينيه هيغيتا
خوسيه رينيه هيغيتا (بالإسبانية: René Higuita)‏ (مواليد 27 أغسطس 1966) هو حارس مرمى كولومبي شهير كان يلقب بالحارس المجنون. يعتبر الحارس الأفضل في تاريخ كولومبيا، وكانت أبرز إنجازاته تحقيق اللقب القاري الأول للأندية الكولومبية بالفوز بكوبا ليبرتادوريس مع أتليتيكو ناسيونال عام 1989 قبل عام واحد من تمثيل بلاده في نهائيات كأس العالم 1990 بإيطاليا.

## تاريخه في الملاعب
واشتهر هيغيتا بكثرة خروجه من مرماه دون داعٍ وهو ما استغله النجم الكاميروني روجيه ميلا في تسجيل الهدف الثاني في مرمى كولومبيا في دور الستة عشر لمونديال إيطاليا 1990 لتودع بلاده البطولة.
اشتهر رينيه هيغيتا بصدة فريدة من نوعها تسمى صدة العقرب كما اشتهر بكثرة مشاكله وعلى الرغم من ذلك فقد كانت الجماهير تحبه إلى درجة العشق.

## مشواره في تدريب حراس المرمى
وفي يوم الأحد من عام 2012 أعلن نادي النصر السعودي عن إنهاء إدارة إجراءات تعيين الكولومبي خوسيه هيغيتا مدربا لحراس المرمى ضمن الجهاز الفني بقيادة مواطنه فرانشيسكو ماتورانا الذي أبدى رغبته بضمه ليصبح أشهر مدرب حراس في السعودية ويعتبر إضافة كبيرة لدوري المحترفين.

## اعتزاله
في 20 يناير 2010 أعلن الحارس الكولومبي اعتزاله رسميا لينهى مشواره مع الكرة والذي استمر لأكثر من 25 عاما.
ووجه هيغيتا الدعوة لمجموعة من اللاعبين المعروفين يتقدمهم البرازيلي رونالدو والأرجنتيني دييغو مارادونا، مع زملائه في منتخب كولومبيا.

## حياته الشخصية
هو متزوج بماغنوليا والتي أنجب معها طفلين أندريس وباميلا. ولديه أيضا ابنة من زواج سابق اسمها سيندي كارولينا.

## صدة العقرب
هي صدة خلفية وذلك بلف القدمين نحو الظهر لصد الكرة.

## روابط خارجية
رينيه هيغيتا على موقع الاتحاد الدولي (مؤرشف)  (الإنجليزية)
- رينيه هيغيتا على موقع الاتحاد الأوربي (الإنجليزية)
- رينيه هيغيتا على موقع قاعدة بيانات كرة القدم.إي يو (الإنجليزية)
- رينيه هيغيتا على موقع ناشيونال فوتبول تيمز (الإنجليزية)
- رينيه هيغيتا على موقع Soccerway.com (الإنجليزية)
- رينيه هيغيتا على موقع عالم كرة القدم.نت (الإنجليزية)